# Оротукан
Оротука́н (на руски: Оротукан) е селище от градски тип в Магаданска област, Русия. Разположено е на десния бряг на река Оротукан, на около 300 km северно от Магадан. Към 2015 г. населението му наброява 1143 души.

## История
Селището е създадено през 1930-те години от геолози, които се натъкват на златни залежи в региона. През 1953 г. получава статут на селище от градски тип.

## Население
| 1959 | 1970 | 1979 | 1989 | 2002 | 2009 | 2010 |
| ---- | ---- | ---- | ---- | ---- | ---- | ---- |
| 4663 | 4934 | 5546 | 5638 | 2760 | 2167 | 1531 |
| 2012 | 2013 | 2014 | 2015 |      |      |      |
| 1411 | 1340 | 1242 | 1143 |      |      |      |

## Икономика
По времето на социализма в Оротукан функционират завод за рудодобивно оборудване, рудодобивен комбинат, център за геологически проучвания и строително управление. В днешно време тези вече не съществуват. Няколко златодобивни компании имат офиси в селището. Колимската магистрала минава покрай Оротукан.

## Известни личности
Родени в Оротукан
- Тина Карол (р. 1985), украинска певица